# São João da Lagoa
São João da Lagoa – miasto i gmina w Brazylii, w stanie Minas Gerais.